# Ctenophthalmus russulae
Ctenophthalmus russulae är en loppart som beskrevs av Jordan et Rothschild 1912. Ctenophthalmus russulae ingår i släktet Ctenophthalmus och familjen mullvadsloppor.

## Underarter
Arten delas in i följande underarter:
- C. r. russulae
- C. r. galloibericus
- C. r. tangerensis